# 스다하치만 신사

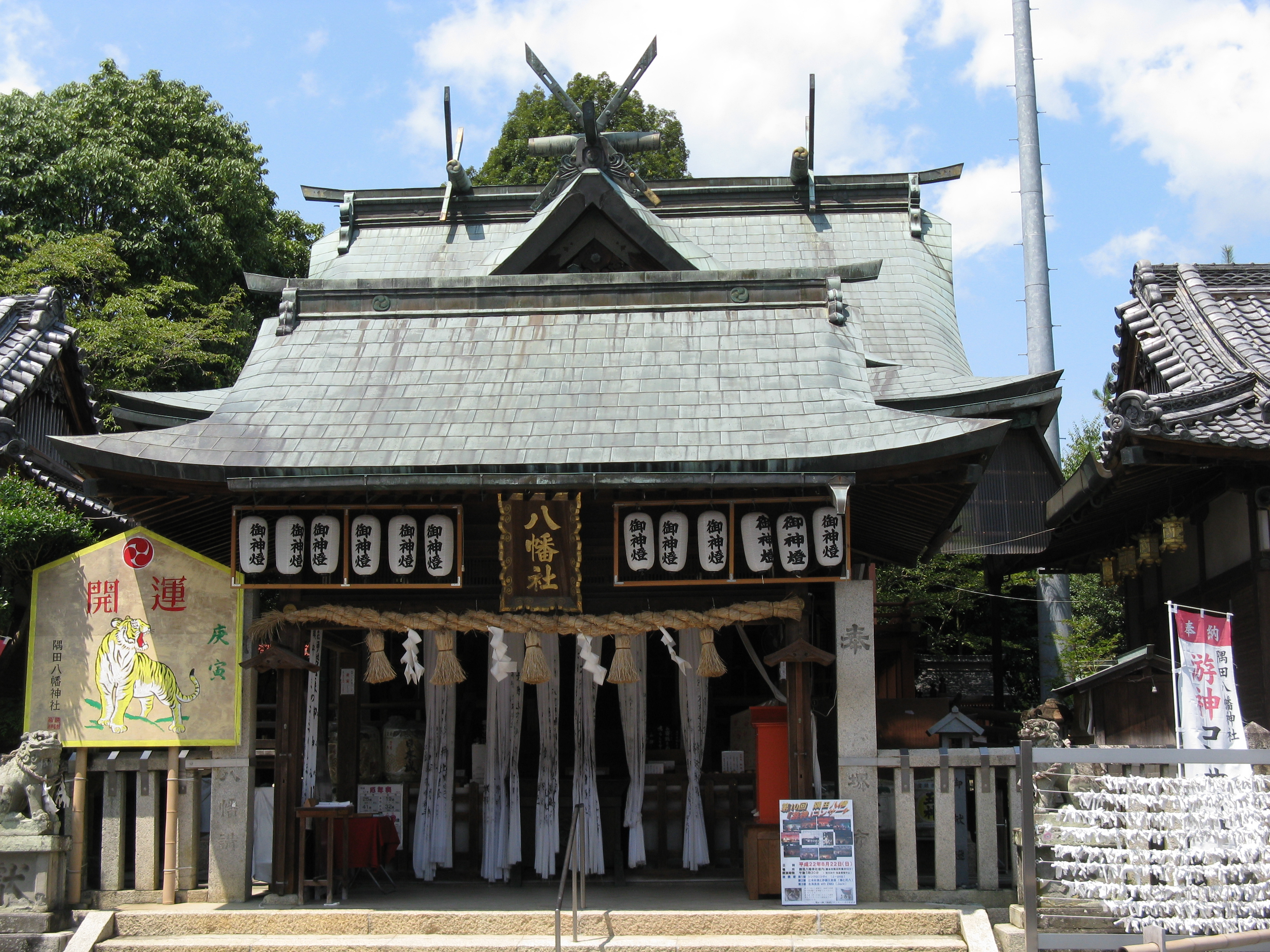
스다하치만 신사

스다하치만 신사(일본어: 隅田八幡神社 스다하치만진쟈[*])는 와카야마현 하시모토시에 위치한 신사이다. 이 신사에서 전해지는 인물화상경은 금석문의 하나로서 국보로 지정되어 있다.